# Dedra Davis
Dedra Davis (sinh ngày 17 tháng 7 năm 1973) là một vận động viên Bahamas đã nghỉ hưu, chuyên về các sự kiện nhảy xa và chạy nước rút. Bà đại diện cho đất nước của mình tại Giải vô địch thế giới năm 1993.

## Giải đấu quốc tế
| Năm                      | Giải đấu                                                  | Địa điểm                           | Thứ hạng                 | Nội dung                 | Chú thích                |
| Representing the Bahamas | Representing the Bahamas                                  | Representing the Bahamas           | Representing the Bahamas | Representing the Bahamas | Representing the Bahamas |
| ------------------------ | --------------------------------------------------------- | ---------------------------------- | ------------------------ | ------------------------ | ------------------------ |
| 1989                     | CARIFTA Games (U17)                                       | Bridgetown, Barbados               | 1st                      | Long jump                | 5.88 m                   |
| 1990                     | CARIFTA Games (U20)                                       | Kingston, Jamaica                  | 2nd                      | Long jump                | 6.14 m                   |
| 1990                     | Central American and Caribbean Junior Championships (U20) | Havana, Cuba                       | 3rd                      | 4 × 100 m relay          | 47.44                    |
| 1990                     | Central American and Caribbean Junior Championships (U20) | Havana, Cuba                       | 3rd                      | Long jump                | 5.84 m                   |
| 1991                     | CARIFTA Games (U20)                                       | Port of Spain, Trinidad and Tobago | 6th                      | 200 m                    | 24.80                    |
| 1991                     | CARIFTA Games (U20)                                       | Port of Spain, Trinidad and Tobago | 5th                      | 400 m                    | 57.40                    |
| 1991                     | CARIFTA Games (U20)                                       | Port of Spain, Trinidad and Tobago | 1st                      | Long jump                | 6.35 m                   |
| 1992                     | CARIFTA Games (U20)                                       | Nassau, Bahamas                    | 3rd                      | 100 m                    | 11.61 (w)                |
| 1992                     | CARIFTA Games (U20)                                       | Nassau, Bahamas                    | 2nd                      | 4 × 100 m relay          | 45.61                    |
| 1992                     | CARIFTA Games (U20)                                       | Nassau, Bahamas                    | 1st                      | Long jump                | 6.30 m                   |
| 1992                     | Central American and Caribbean Junior Championships (U20) | Tegucigalpa, Honduras              | 1st                      | 100 m                    | 12.0                     |
| 1992                     | Central American and Caribbean Junior Championships (U20) | Tegucigalpa, Honduras              | 1st                      | Long jump                | 6.00 m                   |
| 1993                     | Universiade                                               | Buffalo, United States             | 4th                      | Long jump                | 6.49 m                   |
| 1993                     | World Championships                                       | Stuttgart, Germany                 | 37th (h)                 | 100 m                    | 12.00                    |
| 1993                     | World Championships                                       | Stuttgart, Germany                 | 26th (q)                 | Long jump                | 6.11 m                   |
| 1994                     | Commonwealth Games                                        | Victoria, Canada                   | 5th                      | 4 × 100 m relay          | 44.89                    |
| 1994                     | Commonwealth Games                                        | Victoria, Canada                   | 11th                     | Long jump                | 5.98 m                   |

## Thành tích cá nhân tốt nhất
Ngoài trời
- 100 mét - 11,31 (+1,3   m / s, Knoxville 1994)
- 200 mét - 23,04 (-0,1   m / s, Trento 1996)
- Nhảy xa - 6,49 (Buffalo 1993)

Trong nhà
- 60 mét - 7,44 (Madrid 1997)
- Nhảy xa - 6,71 (Indianapolis 1994)